# Rotch Dome
Der Rotch Dome ist ein 360 m hoher Eisdom im Westteil der Livingston-Insel im Archipel der Südlichen Shetlandinseln. Er ragt unmittelbar östlich der Byers-Halbinsel auf.
Das UK Antarctic Place-Names Committee benannte ihn 1958 nach den Brüdern William (1734–1828) und Francis Rotch (1750–1822), US-amerikanischen Walfangunternehmern in Nantucket und New Bedford, die zu den Pionieren des Walfangs in der Antarktis gehören.